# Vệ tinh truyền thông trực tiếp
Vệ tinh truyền thông trực tiếp (tiếng Anh: Direct-broadcast satellite - DBS), hoặc phổ biến hơn với tên gọi phương thức truyền hình vệ tinh Trực tiếp tại gia (Direct to Home - DTH), hay đơn giản hơn là Truyền hình kỹ thuật số vệ tinh. Về mặt kỹ thuật, đây là phương thức truyền dẫn tín hiệu sử dụng băng tần KU trực tiếp từ vệ tinh đến các điểm nhận tín hiệu. DTH có những thế mạnh mà truyền hình số mặt đất (DTT) và truyền hình cáp không có được như: vùng phủ sóng rộng, không phụ thuộc vào địa hình, cường độ trường tại điểm thu ổn định và đồng đều trên toàn quốc nên hình ảnh, âm thanh luôn có chất lượng tốt. Để sử được truyền hình số vệ tinh (DTH), người dùng cần có chảo thu vệ tinh, đầu thu kỹ thuật số để giải mã, chuyển đổi tín hiệu.